# 护法寺塔
护法寺塔位于浙江省温州市苍南县望里镇护法寺村，在护法寺桥旁。塔建于北宋，青砖砌造，六角单檐，仿木构楼阁式，高约4.2米，其基座雕饰水云纹，上置须弥座二层，一层束腰雕饰仍有唐代风格。塔身呈瓜楞形，正面辟壸门。顶置圆盘，周饰垂幔。青砖菱角牙子叠涩出檐。檐下设补间铺作和转角铺作。筒瓦攒尖顶。

## 保护现状
相传护法寺前原有塔九座，现仅存一座，塔刹已毁（相传是葫芦顶）。1989年12月12日列入浙江省文物保护单位，2013年5月列入第七批全国重点文物保护单位。